# Begravningsentreprenör

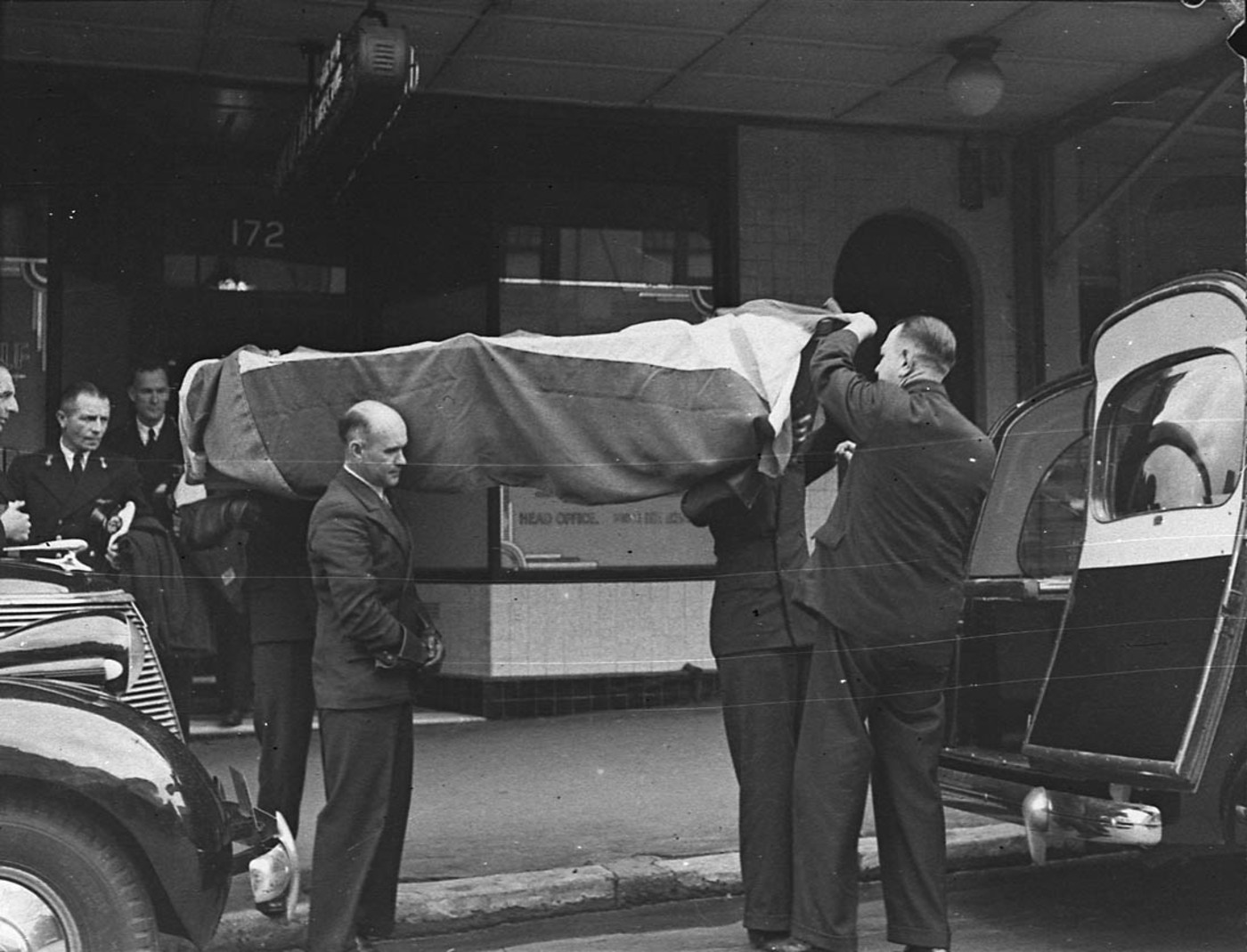
Begravningsentreprenörer på väg till begravning av nederländsk sjöman i Sydney under 1940-talet.

Begravningsentreprenör är en person som arbetar på en begravningsbyrå. I arbetet ingår att hämta avlidna människor, svepa, eventuellt balsamering, kistlägga, ta emot sörjande anhöriga, ordna begravningar och viss familjerätt vid boutredningar. I utbildningen, som tidigare skedde på begravningsbyråerna, ingår såväl juridik som psykologi. I Sverige har det funnits högskoleutbildning för begravningsentreprenörer sedan 2008. Yrket kräver intresse för service och förmåga att möta olika kulturers seder och traditioner.
Internationellt organiseras begravningsentreprenörer i The National Funeral Directors Association, men det finns även nationella organisationer, såsom Storbritanniens The National Association of Funeral Directors. I USA krävs statlig licens för att bli begravningsentreprenör.